# Maria Moscardó Fernández
Maria Moscardó Fernández   (16 d'agost de 1963) és una actriu de doblatge catalana. Va començar treballant amb uns 15 anys a l'estudi La Voz de España amb papers minoritaris. Al llarg de la seva carrera ha treballat en sèries i pel·lícules tant en català com en castellà i ha posat veu habitualment a actrius com Renée Zellweger (per exemple, a Cold Mountain, a Chicago i fent de Judy Garland a Judy), Hilary Swank (a Million Dollar Baby), Halle Berry, Emmanuelle Béart, Angelina Jolie i Jada Pinkett Smith, entre d'altres. També va doblar el personatge de Lisbeth Salander de la trilogia Millennium, interpretat per Noomi Rapace, tant en català com en castellà.
Ha doblat diversos personatges d'anime com el primer Goku petit (als primers 25 episodis) i en a Bola de Drac en català. També ha participat en el doblatge de Dr. Slump, Evangelion i a Conan, el nen del futur. A banda, ha participat en les pel·lícules d'animació estatunidenques Com gats i gossos: La venjança de la Kitty Galore, L'Espantataurons i Stuart Little 2.